# Koshirae
Koshirae (jap. 拵) heißt die gesamte Montur eines japanischen Schwerts oder Messers.

## Beschreibung
Zur Montur zählen die lackierte Schwertscheide (Saya), Überzug und Wicklung des Griffstücks, (Tsuka genannt, meist mit Rochen- oder (selten) Haifischhaut überzogen und mit farbigen Seidenbändern oder Lederriemen umwickelt), sowie das oft reich verzierte Stichblatt (Tsuba) und metallene Beschlagteile an Griff und Saya (KODOGU).
Typische japanische Blankwaffen mit Koshirae-Montur sind das Katana genannte Langschwert, das ältere Langschwert Tachi, das Kurzschwert Wakizashi und das Tantō genannte Kampfmesser.
Bei vielen Schwertern gehörten auch das Allzweck-Messer Kogatana und die Schwertnadel Kogai zum Koshirae; diese Werkzeuge wurden durch Öffnungen in dem Tsuba geschoben oder in seitlich in der Saya angebrachten 'Fächern' verstaut.
Koshirae dienten nicht nur funktionalen, sondern auch ästhetischen Zwecken, wobei häufig das Familienwappen (Mon) als Schmuck und Identifikationsmerkmal verwendet wurde.

## Arten des Koshirae
Für die verschiedenen Schwerter gab es jeweils unterschiedliche Montierungen.

### Tachi-Koshirae
- Kazari-Tachi (飾太刀) – Eine aufwändig dekorierte, zeremonielle Montierung, die während der Heian-Zeit am Kaiserhof getragen wurde.
- Hoso-Tachi (細太刀) – Ebenfalls am Kaiserhof getragen, jedoch schlichter als Kazari-Tachi.
- Eifu-Tachi (衛府太刀) oder auch Kenukigata-Tachi (毛抜形太刀) – Ursprünglich für die Tachi der Palastwachen in Heian-kyō und daher auch zum Kampf geeignet. Der Griff hatte einen dekorativen Durchbruch.
- Hyôgo-Kusari-Tachi (兵庫鎖太刀) – Die Scheide dieser Tachi hat zwei Ketten als Gehänge. Meist zeremonielle Verwendung.
- Kurourushi-Tachi (黒漆太刀) – Einfache, schwarz lackierte Kampfmontierung.
- Itomaki-no-Tachi (糸巻太刀) – Tachi mit Griffwicklung.

### Katana-Koshirae
- Uchigatana (打刀) – Das typische Katana, welches durch den Gürtel gesteckt mit der Schneide nach oben gerichtet getragen wurde.
- Handachi (半太刀) – Frühe Uchigatana-Montierungen waren recht einfach gehalten, die Handachi-Montierung imitierte die prunkvolleren Tachi.
- Banzashi-Daishô (番差大小) oder Tojôzashi-Daishô (登城差大小) – Streng reglementierte Montierung für das Daishō, welches von den Samurai der Festung Edo getragen wurde.

### Wakizashi und Tantō-Koshirae
Die Montierungen für Wakizashi und Tantō entsprachen im Stil oft dem Langschwert, es wurden jedoch auch Schwertpaare mit unterschiedlichen Montierungen getragen.
- Aikuchi (合口 oder 匕首) – Montierung ohne Tsuba, der Griff und der Scheidenmund schließen bündig; meist ohne Griffwicklung.
- Hamidashi (喰出し) – Das Tsuba ist im Durchmesser nur wenig größer als die Scheide; oft ohne Griffwicklung.
- Banzashi-Daishô (番差大小) oder Tojôzashi-Daishô (登城差大小) – Die Entsprechung zum o. g. Katana-Koshirae.

### Sonstige Montierungen
- Shirasaya (白鞘) – Scheide und Griff aus Magnolien-Holz, die der Aufbewahrung der Klinge dienen. Die separate Lagerung von Klinge und Kampfmontierung ist notwendig, da die Klinge Trockenheit zur Vorbeugung gegen Rost benötigt, der Lack der Kampfmontierung jedoch eine gewisse Feuchtigkeit, um Risse zu verhindern.
- Shikomizue (仕込み杖) oder Jotō (杖刀) – Die japanische Version eines Stockdegens.